# Frasch-Verfahren
Das Frasch-Verfahren wurde von Hermann Frasch um 1890 entwickelt und patentiert. Das Verfahren dient der Gewinnung elementaren Schwefels aus tiefen Schwefellagerstätten ohne vorhergehenden bergmännischen Abbau durch die so genannte Frasch-Sonde.

## Prozessapparatur

Fußkörper der Schwefelpumpe nach Frasch

Dazu wird zunächst ein ca. 25 cm dickes Rohr bis in die Lagerstätten getrieben. Durch dieses Rohr führt man zwei weitere, ineinander gesteckte Rohre von ca. 15 und 7 cm Durchmesser.
Im Zwischenraum zwischen erstem, äußerem und zweitem Rohr wird überhitztes Wasser von 155 °C  mit hohem Druck in die Lager gepresst. Dieses dringt am Ende durch kleine, seitliche Öffnungen in den Schwefel ein und bringt ihn zum Schmelzen. Durch das innerste Rohr wird nun heiße Pressluft gedrückt und damit der flüssige Schwefel im mittleren Rohr nach oben befördert. Der Schwefel bleibt durch das überhitzte Wasser im äußeren Mantel flüssig.
Mit dieser Frasch-Sonde können unterirdische Schwefellagerstätte in bis zu 1000 m Tiefe ausgebeutet werden. Je nach Lagerstätte ist der geförderte Schwefel von sehr hoher Reinheit. Pro Frasch-Sonde werden bis zu 300 Tonnen Schwefel pro Tag gefördert. Dazu wird ca. die 10- bis 15fache Menge an überhitztem Wasserdampf benötigt.
Während 1901 nach dem Frasch-Verfahren von der von Hermann Frasch gegründeten Union Sulphur etwa 3.000 Tonnen Schwefel gewonnen wurden, waren es 1903 schon 23.000 Tonnen. 1904 konnte die USA mittels des Frasch-Verfahrens bereits den gesamten Schwefelbedarf decken. Aus wirtschaftlichen Gründen wurden die mit dem Frasch-Verfahren arbeitenden Anlagen stillgelegt, seit 2000 wird in den USA kein Schwefel mehr nach diesem Verfahren gefördert.
Dieses Verfahren der Schwefelförderung ist viel einfacher, als Schwefel im Tagebau abzubauen.